# Trasa turystyczna

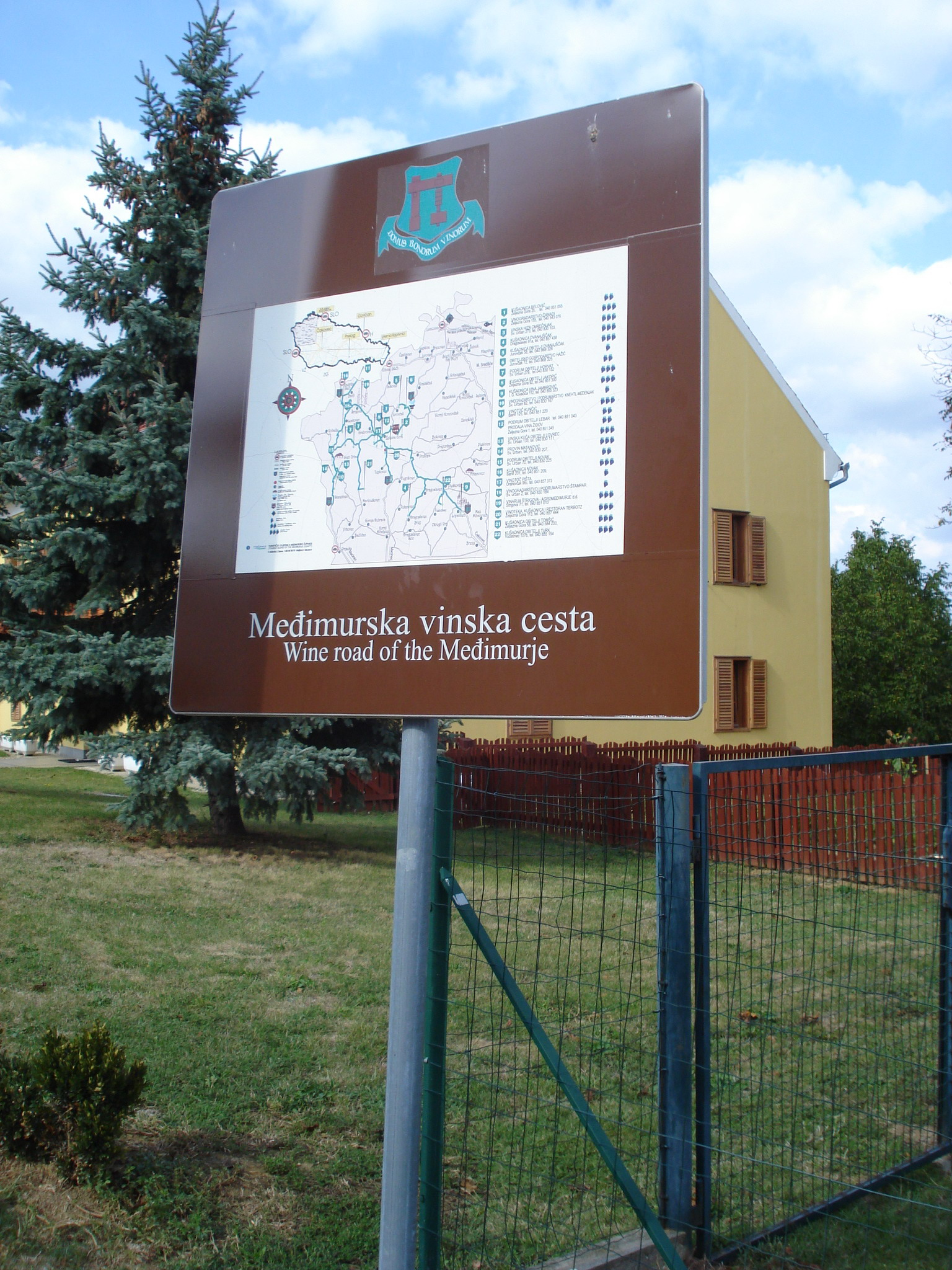
Znak informujący o trasie turystycznej w Chorwacji (Međimurska vinska cesta)

Trasa turystyczna – w turystyce to droga stanowiąca część ogólnodostępnej sieci transportowej jakiegoś kraju lub regionu, po której poruszają się turyści, odwiedzając kolejne regiony, miejscowości lub atrakcje turystyczne.
Niekiedy pojęcie to stosuje się zamiennie z określeniem szlak turystyczny, choć ten oznacza już ciąg atrakcji oznakowanych w terenie.